# Claudio Capelli
Claudio Capelli (* 16. November 1986 in Bern) ist ein Schweizer Kunstturner. Zurzeit lebt er in Biel.
Er ist mehrfacher Schweizer Meister im Einzel-Wettkampf (Boden, Sprung und Barren). Daneben nahm er seit 2005 bereits an drei Weltmeisterschaften und drei Europameisterschaften teil. Zurzeit ist er amtierender Turnfestsieger vom Eidgenössischen Turnfest in Frauenfeld sowie Schweizermeister im Mehrkampf.